# Akustikplade
En akustikplade er en byggeplade til loft og vægge med lydabsorberende egenskaber, fremstillet af eksempelvis træbeton, mineraluld eller perforerede gipsplader. Pladerne bidrager til en behagelig efterklangstid, der giver en god akustik.